# مجموعة شركات كانو
مجموعة كانو هي تكتل ليس مملوك لعائلة كبيرة مقرها في الإمارات وعمان فحسب . بل هو جزء من الشركة الأم مجموعة يوسف بن أحمد كانو (التي أنشئت في 1890), أسس في البحرين بقلم حاجي يوسف بن أحمد كانو والتي بدأت من التداول و الشحن المؤسسة. من البحرين ، انتشرت الأعمال إلى المملكة العربية السعودية في 1930s.

## روابط خارجية
- الموقع الرسمي